# アントアン・リチャードソン
アントアン・エドワード・リチャードソン（Antoan Edward Richardson、1983年10月8日 - ）は、バハマ・ナッソー出身の元プロ野球選手（外野手）。右投両打。2024年シーズンよりMLBのニューヨーク・メッツで一塁コーチを務める。
21世紀で最初のバハマ出身メジャーリーガーである。

## 経歴

### プロ入り前
2001年のMLBドラフト27巡目（全体803位）でボルチモア・オリオールズから指名されるも拒否。
2002年のMLBドラフト27巡目（全体796位）で前年と同じオリオールズから指名されるも拒否。
2004年のMLBドラフト13巡目（全体375位）でアリゾナ・ダイヤモンドバックスから指名されるも拒否。

### プロ入りとジャイアンツ傘下時代
2005年のMLBドラフト35巡目（全体1062位）でサンフランシスコ・ジャイアンツから指名され、6月16日に契約。この年は傘下のルーキー級アリゾナリーグ・ジャイアンツでプロデビュー。53試合に出場して打率.321、1本塁打、10打点、40盗塁と結果を残し、アリゾナリーグのオールスターに選出された。
2006年はA級オーガスタ・グリーンジャケッツでプレーし、124試合に出場して打率.292、2本塁打、28打点、66盗塁を記録した。
2007年はA+級サンノゼ・ジャイアンツでプレーし、107試合に出場して打率.279、2本塁打、29打点、43盗塁を記録した。
2008年はAA級コネチカット・ディフェンダーズでプレーし、123試合に出場して打率.241、5本塁打、31打点、33盗塁を記録した。
2009年もAA級コネチカットでプレーし、50試合に出場して打率.207、6打点、6盗塁を記録した。7月24日に自由契約となった。

### 独立リーグ時代
2009年シーズン途中に独立リーグであるノーザンリーグのシャンバーグ・フライヤーズに入団。27試合に出場し、打率.287・6打点・20盗塁だった。
2010年1月12日にアトランタ・ブレーブスとマイナー契約を結んだが、4月3日に自由契約となった。その後ノーザンリーグのシャンバーグに復帰し、4試合に出場。

### ブレーブス時代
2010年5月26日にブレーブスと再びマイナー契約を結んだ。この年は傘下のAA級ミシシッピ・ブレーブスでプレーし、74試合に出場して打率.279、20打点、24盗塁を記録した。8月にAAA級グウィネット・ブレーブスへ昇格。AAA級グウィネットでは7試合に出場した。
2011年、マイナーでははAA級ミシシッピでプレーし、91試合に出場して打率.283、21打点、17盗塁を記録した。9月4日にメジャー初昇格を果たし、同日のロサンゼルス・ドジャース戦でメジャーデビュー。5回裏に代打として出場し、クレイトン・カーショウからメジャー初安打を放った。この年メジャーでは9試合に出場して打率.500を記録した。オフの11月2日にFAとなった。

### オリオールズ傘下時代
2011年12月16日にオリオールズとマイナー契約を結んだ。
2012年シーズンは傘下のAA級ボウイ・ベイソックスとAAA級ノーフォーク・タイズでプレー。AA級ボウイでは90試合に出場して打率.279、1本塁打、15打点、26盗塁を記録した。オフの9月16日に第3回WBC予選のイギリス代表に選出された事が発表され代表入りした。オフの11月3日にFAとなった。

### ツインズ傘下時代
2013年2月1日にミネソタ・ツインズとマイナー契約を結んだ。開幕から傘下のAA級ニューブリテン・ロックキャッツでプレーし、33試合に出場して打率.336、14打点、14盗塁を記録した。5月にAAA級ロチェスター・レッドウイングスへ昇格。AAA級ロチェスターでは82試合に出場して打率.265、29打点、25盗塁を記録した。オフの11月5日にFAとなった。

### ヤンキース時代

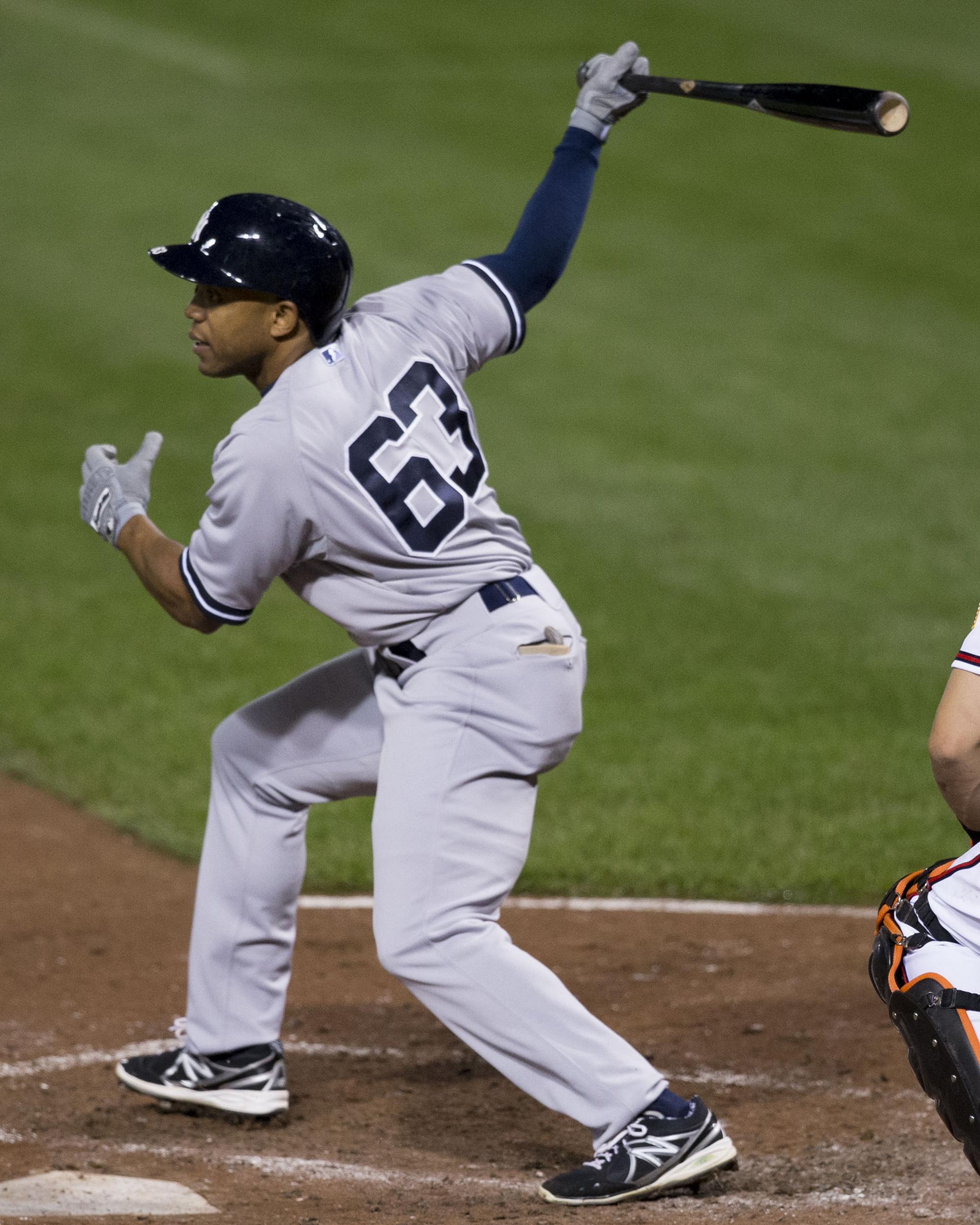
ニューヨーク・ヤンキースでの現役時代
(2014年9月14日)

2013年11月11日にニューヨーク・ヤンキースとマイナー契約を結び、2014年1月29日に球団が発表した。この年マイナーでは傘下のAAA級スクラントン・ウィルクスバリ・レイルライダースでプレーし、93試合に出場して打率.271、3本塁打、22打点、26盗塁を記録した。9月2日にヤンキースとメジャー契約を結び、13試合に出場。打率.313、1打点、5盗塁を記録した。オフの11月3日に40人枠を外れ、AAA級スクラントン・ウィルクスバリへ降格し、11月6日にFAとなった。

### ヤンキース退団後
2014年12月11日にテキサス・レンジャーズとマイナー契約を結んだ。
2015年3月11日にメジャー契約となったが、3月27日に椎間板ヘルニアの手術を受け、4月2日に60日間の故障者リスト入りした。10月21日に40人枠から外れ、傘下のAAA級ラウンドロック・エクスプレスに降格した。オフに自由契約となり、12月14日にピッツバーグ・パイレーツとマイナー契約を結ぶ。
2016年4月25日に自由契約となる。5月29日にロサンゼルス・ドジャースとマイナー契約を結び、6月22日に自由契約となる。7月8日に独立リーグであるアトランティックリーグのサザンメリーランド・ブルークラブスと契約。
2017年3月7日に33歳で引退した。

### 引退後

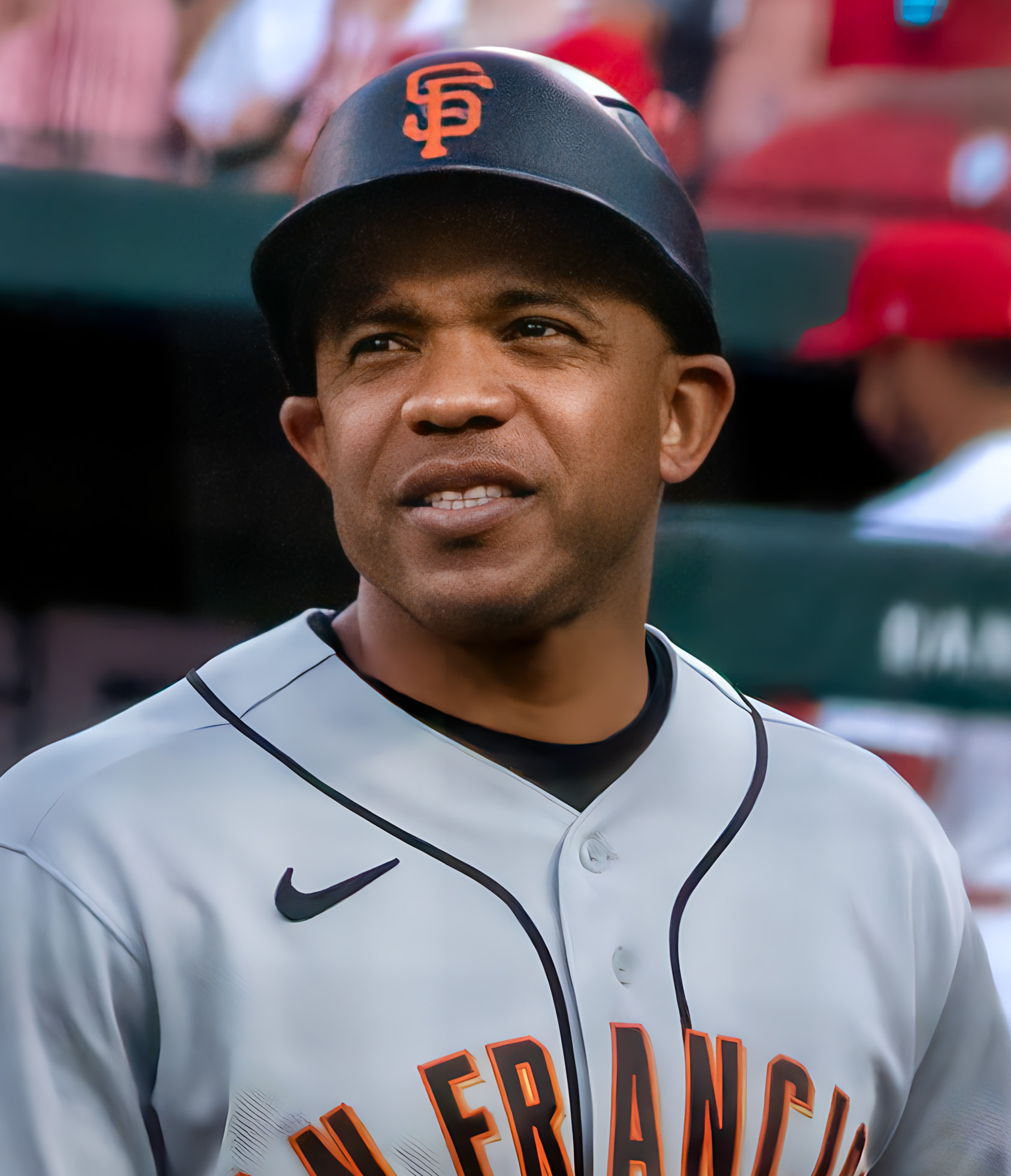
サンフランシスコ・ジャイアンツでのコーチ時代
(2023年6月13日)

2020年シーズンからはジャイアンツの一塁兼外野守備コーチに就任した。
2024年年にニューヨーク・メッツに移籍して、引き続き一塁ベースコーチを担当する。

## 詳細情報

### 年度別打撃成績
| 年 度    | 球 団    | 試 合 | 打 席 | 打 数 | 得 点 | 安 打 | 二 塁 打 | 三 塁 打 | 本 塁 打 | 塁 打 | 打 点 | 盗 塁 | 盗 塁 死 | 犠 打 | 犠 飛 | 四 球 | 敬 遠 | 死 球 | 三 振 | 併 殺 打 | 打 率 | 出 塁 率 | 長 打 率 | O P S |
| -------- | -------- | ----- | ----- | ----- | ----- | ----- | -------- | -------- | -------- | ----- | ----- | ----- | -------- | ----- | ----- | ----- | ----- | ----- | ----- | -------- | ----- | -------- | -------- | ----- |
| 2011     | ATL      | 9     | 4     | 4     | 2     | 2     | 0        | 0        | 0        | 2     | 0     | 1     | 0        | 0     | 0     | 0     | 0     | 0     | 0     | 0        | .500  | .500     | .500     | 1.000 |
| 2014     | NYY      | 13    | 17    | 16    | 2     | 5     | 0        | 0        | 0        | 5     | 1     | 5     | 0        | 0     | 0     | 1     | 0     | 0     | 3     | 0        | .313  | .353     | .313     | .665  |
| MLB：2年 | MLB：2年 | 22    | 21    | 20    | 4     | 7     | 0        | 0        | 0        | 7     | 1     | 6     | 0        | 0     | 0     | 1     | 0     | 0     | 3     | 0        | .350  | .381     | .350     | .731  |

### 年度別守備成績
| 年 度 | 球 団 | 中堅（CF） | 中堅（CF） | 中堅（CF） | 中堅（CF） | 中堅（CF） | 中堅（CF） | 右翼（RF） | 右翼（RF） | 右翼（RF） | 右翼（RF） | 右翼（RF） | 右翼（RF） |
| 年 度 | 球 団 | 試 合      | 刺 殺      | 補 殺      | 失 策      | 併 殺      | 守 備 率   | 試 合      | 刺 殺      | 補 殺      | 失 策      | 併 殺      | 守 備 率   |
| ----- | ----- | ---------- | ---------- | ---------- | ---------- | ---------- | ---------- | ---------- | ---------- | ---------- | ---------- | ---------- | ---------- |
| 2014  | NYY   | 1          | 0          | 0          | 0          | 0          | ----       | 5          | 8          | 0          | 0          | 0          | 1.000      |
| MLB   | MLB   | 1          | 0          | 0          | 0          | 0          | ----       | 5          | 8          | 0          | 0          | 0          | 1.000      |

### 背番号
- 4（2011年）
- 63（2014年）

### 代表歴
- 2013 ワールド・ベースボール・クラシック・イギリス代表